# Ryd op
|  | Denne artikel er oprettet af botten PalnaBot ud fra en ekstern database. Den kan derfor have sproglige fejl eller mangler. Denne skabelon kan fjernes efter kontrol af indholdet. |

Ryd op er en ungdomsfilm instrueret af Klaus Kjeldsen efter manuskript af Klaus Kjeldsen.

## Handling
Ryd op. RYD SÅ OP! Sætningen børn hører hele tiden. "Rod er bare noget, der kommer" siger Helena, men hun har en plan for at undgå rodet. Børn rydder op på deres værelser, fortæller om rod og orden. "Det er lettere at holde orden end at rydde op" er det motto, Jens Kristian har fået af sin far. Filmen besøger en række børneværelser og kortlægger grænselandet mellem børn og forældres syn på orden og kaos.